# Camryn Manheim
Camryn Manheim (ur. 8 marca 1961 w Caldwell w stanie New Jersey) – amerykańska aktorka.

## Filmografia
- Egzekutor (Eraser, 1996) jako pielęgniarka w Cyrez
- David Searching (1997) jako Gwen
- Kancelaria adwokacka (The Practice) (1997–2004) jako Ellenor Frutt
- Romy i Michele na zjeździe absolwentów (Romy and Michele’s High School Reunion, 1997) jako Toby
- Kod Merkury (Mercury Rising, 1998) jako dr London
- Dziadek i ja (Wide Awake, 1998) jako siostra Sophia
- Happiness (1998) jako Kristina
- Nie wszystko złoto, co się świeci (Fool’s Gold) (1998) jako Patricia
- Król Joe (Joe the King, 1999) jako pani Basil
- Kod porozumienia (The Tic Code, 1999) jako pani Swensrut
- Z księżyca spadłeś? (What Planet Are You From?, 2000) jako Alison
- The Loretta Claiborne Story (2000) jako Janet McFarland
- Dziesiąte królestwo (The 10th Kingdom, 2000) jako królewna Śnieżka
- Na wschód od A (East of A, 2000) jako Agatha
- Kiss My Act (2001) jako Samantha ‘Sam’ Berger
- Jenifer (2001) jako siostra Vandemal
- Projekt Laramie (The Laramie Project, 2002) jako Rebecca Hillicker
- Straszny film 3 (Scary Movie 3, 2003) jako Trooper Chaplin
- Amnezja (Twisted, 2004) jako Lisa
- Elvis – Zanim został królem (Elvis, 2005) jako Gladys (matka Elvisa)
- Marilyn Hotchkiss’ Ballroom Dancing and Charm School (2005) jako Lisa Gobar
- Zaklinacz dusz (Ghost Whisperer, 2005) jako Delia Banks
- Niedokończone życie (Unfinished Life, An, 2005) jako Nina
- Dark Water – Fatum (Dark Water, 2005) jako nauczycielka
- Hannah Montana (2007) jako menadżerka Mikayli